# Ichirin no hana
Ichirin no hana (一輪の花?) è un singolo degli High and Mighty Color, pubblicato l'11 gennaio 2006. È il secondo ed ultimo estratto dall'album Gō on Progressive.

## Il disco
Rimase alla posizione numero due nella classifica Oricon per la maggior parte della settimana della sua uscita, il che lo rende più grande successo del gruppo, dal momento che in termini di vendite ha superato perfino OVER. Si tratta di una canzone rock, miscelata con alcuni rap di Yūsuke. Ichirin no hana è stata usata come terza sigla di apertura dell'anime Bleach ed è stato certificato disco d'oro, con oltre 100 000 copie vendute solo nel gennaio 2006.
La title track venne successivamente inserita nelle compilation 10 Color Singles e BEEEEEEST.

## Tracce
CD singolo SECL-278
Testi e musiche degli High and Mighty Color.
1. Ichirin no hana (一輪の花?) – 3:40
2. Warped Reflection – 4:07
3. Ichirin no hana 〜Huge Hollow Mix〜 (一輪の花 〜Huge Hollow Mix〜?) – 4:37
4. Ichirin no hana (Less Vocal Track) (一輪の花 (Less Vocal Track)?) – 3:40

## Formazione
- Mākii – voce
- Yūsuke – voce
- Kazuto – chitarra solista
- MEG – chitarra ritmica
- Mai Hoshimura – tastiere
- Mackaz – basso
- SASSY – batteria

## Classifiche
| Classifica (2006) | Posizione più alta |
| ----------------- | ------------------ |
| Giappone (Oricon) | 2                  |